# Friedrich Deckel
Friedrich Deckel AG byla německá firma vyrábějící fotografické centrální závěrky a obráběcí stroje pro jemnou mechaniku. Působila v letech 1903–1994. Jejími nejznámějšími výrobky byly centrální závěrky Compound, Compur a Synchro-Compur. Firma sídlila v Mnichově – Sendlingu.

## Dějiny
Mechanik Friedrich Deckel (1871–1948) pracoval od roku 1891 u firmy Carl Zeiss AG v Jeně pod vedením Ernsta Abbe. 15. června 1903 založil spolu s vynálezcem Christianem Brunsem firmu Bruns & Deckel. Bruns v roce 1902 sestrojil první závěrku Compound. V roce 1905 Burns firmu opustil a firma se přejmenovala na Friedrich Deckel G.m.b.H.. Vyráběla centrální fotografické závěrky Compound. V roce 1912 byla zahájena výroba nového typu centrální závěrky se jménem Compur. Závěrka měla časy v rozsahu T, B, 1, 2, 5, 10, 25, 50, 100, 250. Byla montována do fotoaparátů nejrůznějších značek, jako například Carl Zeiss, Kodak, Voigtländer a mnoho dalších. V roce 1935 byla závěrka vylepšena o kratší časy (až 1/400 – 1/500) a pojmenována Rapid-Compur. Další vylepšení představovala závěrka Synchro-Compur s možností synchronizace bleskového zařízení typu M a X. Tyto závěrky byly montovány do objektivů a fotoaparátů nejpřednějších firem, například Meyer-Optik, Schneider-Kreuznach, Rodenstock, Goerz, Plaubel Makina, Rolleiflex, Sinar, Linhof, Hasselblad a mnoha dalších.
V letech 1928–1941 byly závěrky Compur montovány i do některých kusů fotoaparátu Leica I místo štěrbinových závěrek. V letech 1927–1929 byl použit starší typ závěrky a v letech 1928–1941 novější typ závěrky s ovládacím prstencem na obvodu. Vzhledem k malému počtu vyrobených kusů (celkem bylo vyrobeno přes 60 500 kusů modelu I; se závěrkou Compur pak pouze 1 651 kusů) jsou tyto fotoaparáty vyhledávanou sběratelskou raritou.
Závěrka Compur byla montována i do některých fotoaparátů Flexaret II.

## Galerie

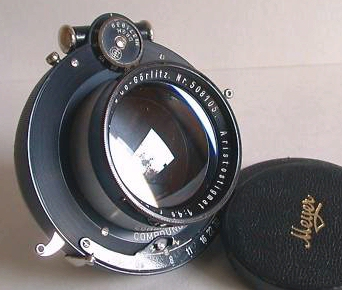
Objektiv Meyer-Optik Aristostigmat v závěrce Compound
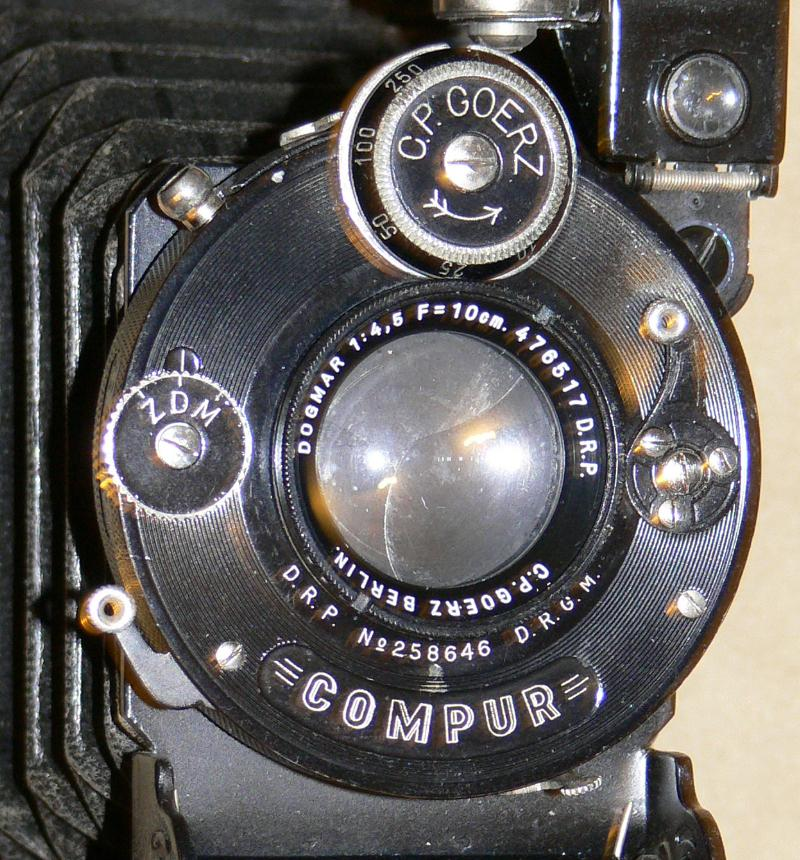
Objektiv Goerz Dogmar v závěrce Compur staršího typu
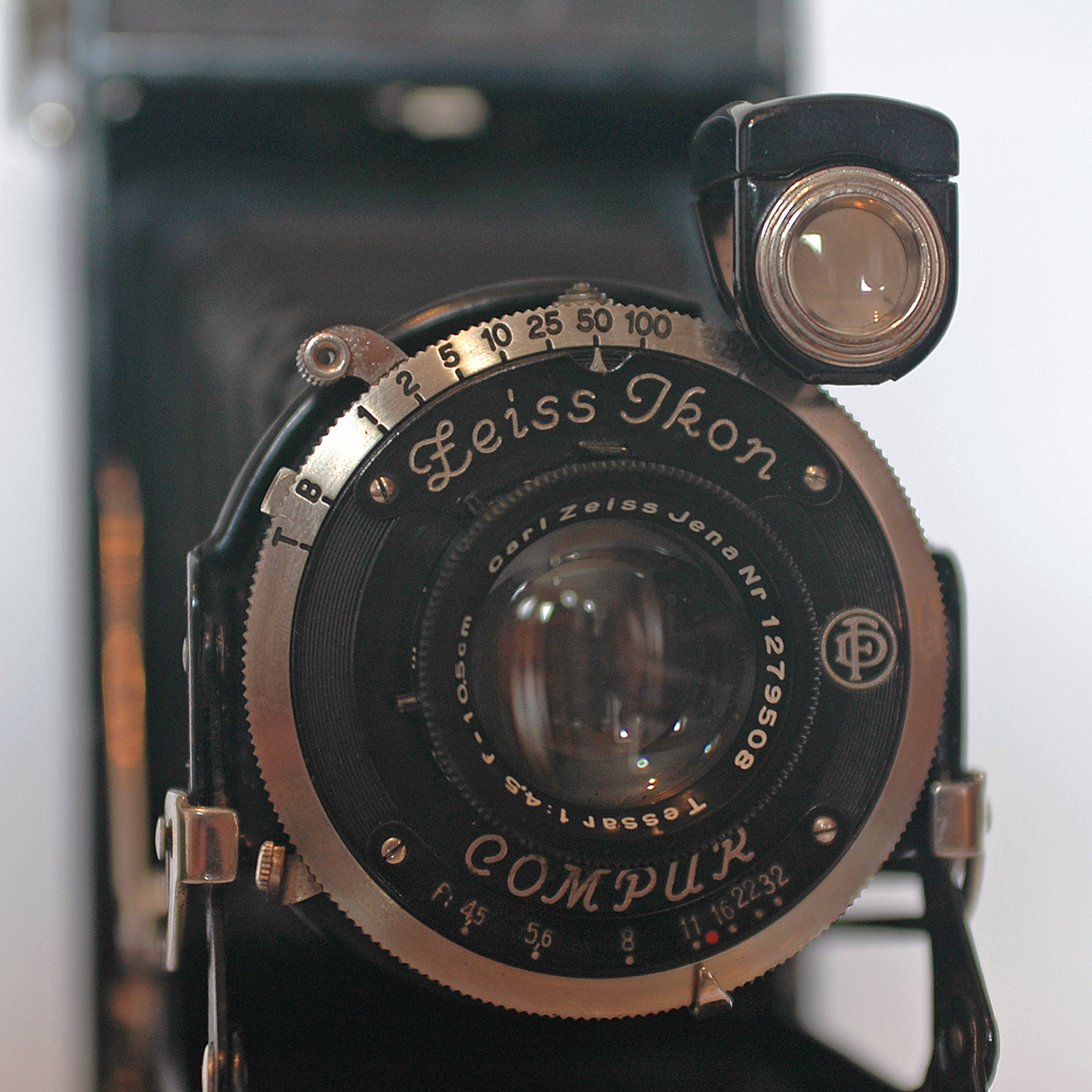
Objektiv Carl Zeiss Tessar v závěrce Compur novějšího typu
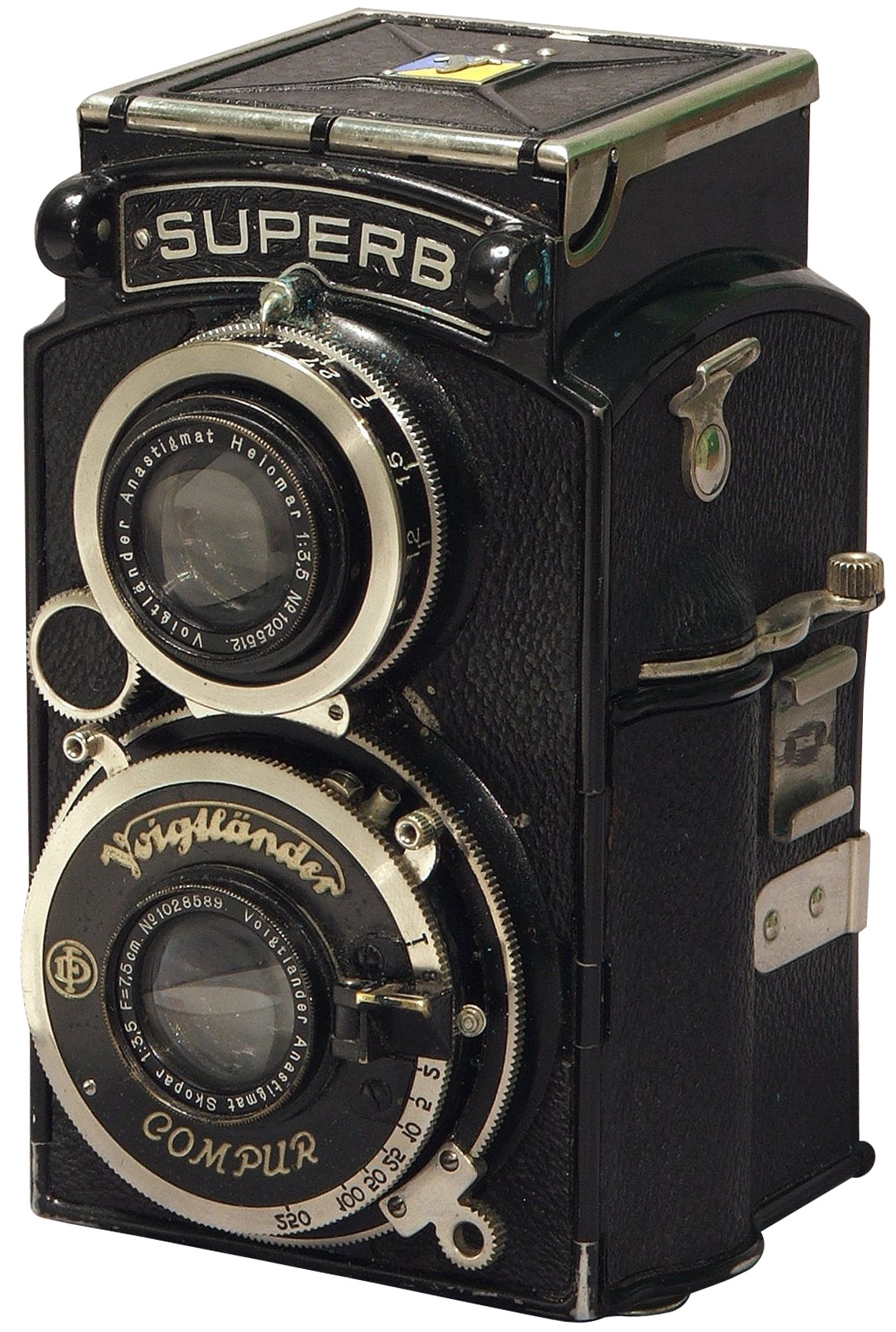
Fotoaparát Voightländer Superb z roku 1935
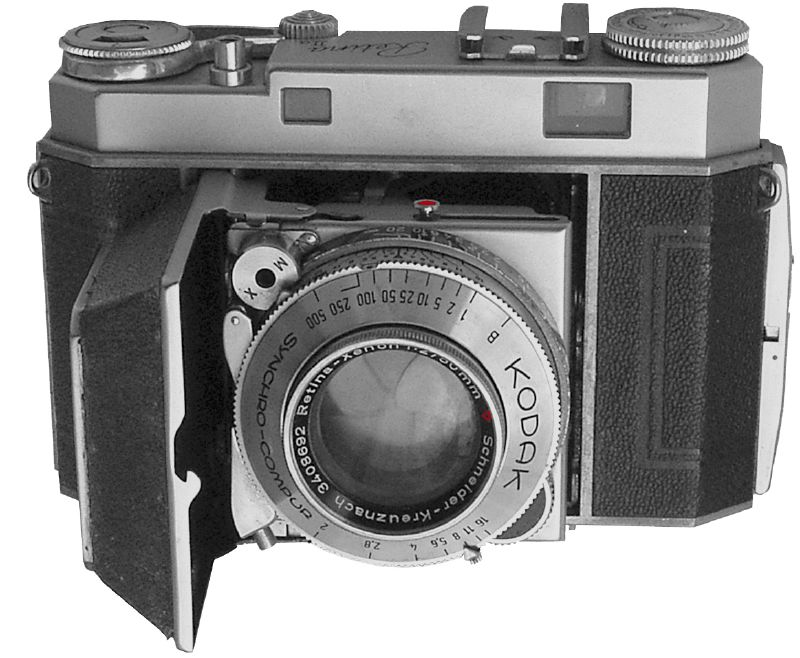
Fotoaparát Kodak Retina se závěrkou Synchro-Compur
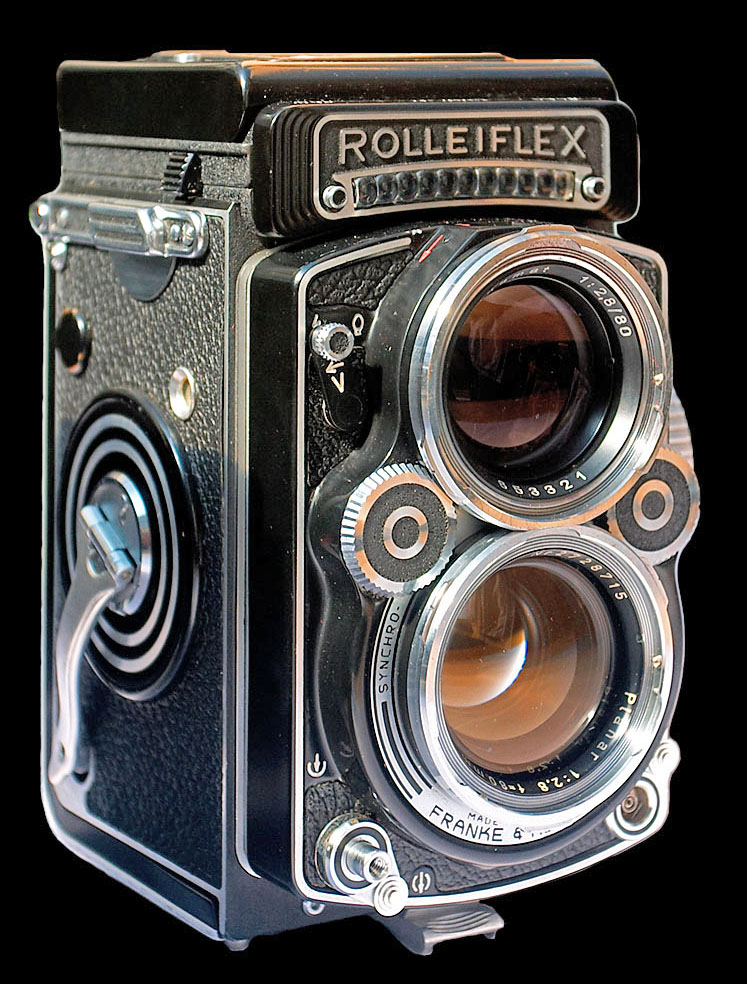
Fotoaparát Rolleiflex se závěrkou Synchro-Compur
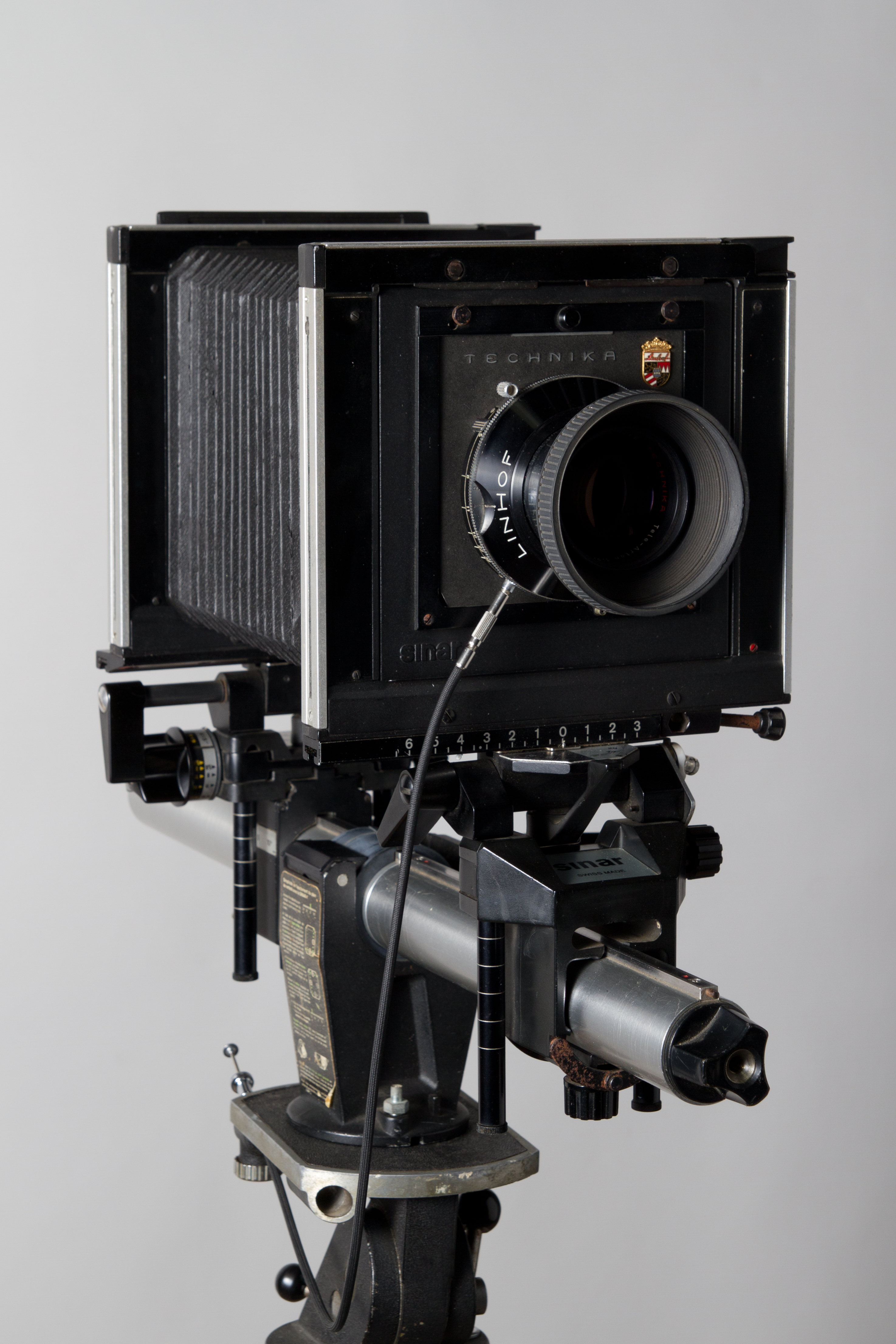
Velkoformátový fotoaparát Sinar F s objektivem Schneider Tele-Arton v závěrce Compur